# Třeboňský kapr
Třeboňský kapr (německy Wittingauer Karpfen) je tradiční název pro kapra obecného odchovaného v třeboňských rybnících.
Je produktem společnosti Rybářství Třeboň. Jedná se o největší rybníkářský podnik v České republice i v Evropě a hospodaří na zhruba 500 rybnících s rozlohou přes 8 000 hektarů. Ročně vyprodukuje 3 000 tun ryb. Mimo kapry jde také o amury, tolstolobiky, sumce, štiky, líny nebo candáty. 

## Historie
Tradice značky Třeboňský kapr se těší oblibě od konce 19. století, kdy byli kapři z Třeboňska dováženy na německé a rakouské trhy. Dohromady existuje 9 různých označení. Třeboňský kapr byl v Československu zaregistrován jako obrazová ochranná známka s logem „Kapr z Třeboně je chloubou kuchyně“ v roce 1939. Od roku 1974 je ochranná známka Třeboňský kapr používaná jako české označení původu. Vztahuje se tedy jen na ryby, které jsou chované ve vymezené oblasti Třeboňské pánve.  Značka je mezinárodně chráněným označením od roku 1967 v rámci Lisabonské dohody. Od roku 2007 je Třeboňský kapr také chráněným zeměpisným označením Evropské unie jakožto produkt společnosti Rybářství Třeboň a. s. 

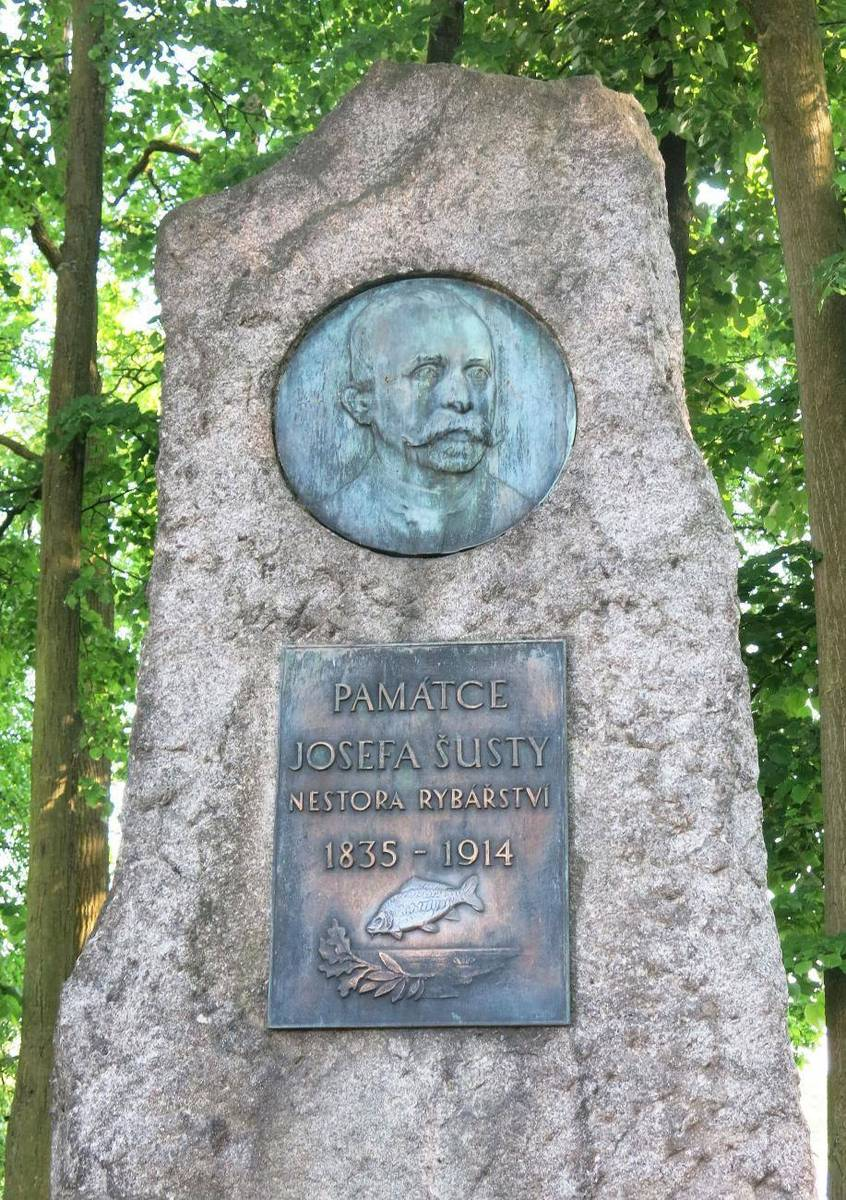
Pomník zakladatele moderního rybníkářství Josefa Šusty

Za „otce“ Třeboňského kapra se označuje zakladatel moderního českého rybníkářství a ředitel třeboňského panství knížete Jana Adolfa II. ze Schwarzenbergu Josef Šusta. 

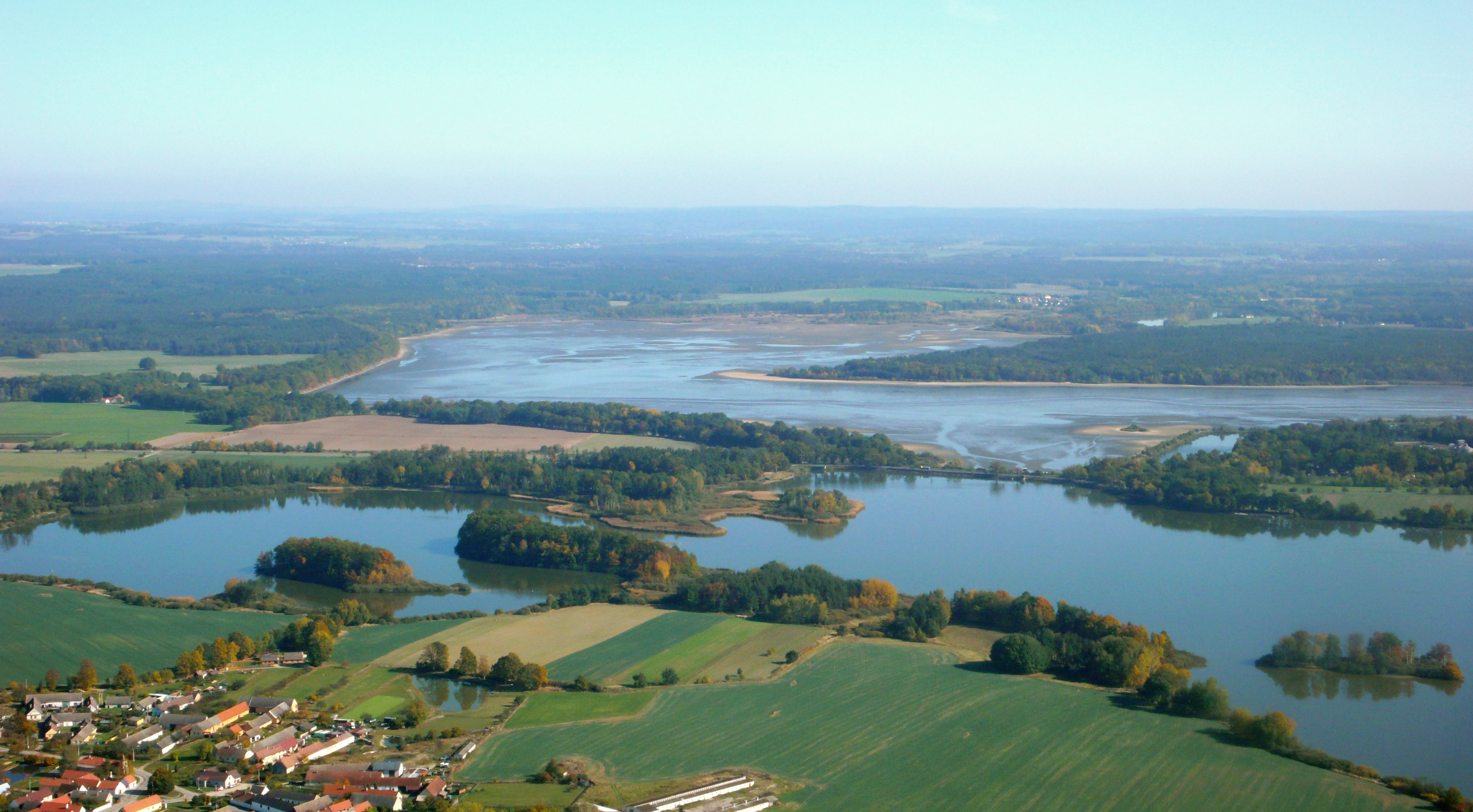
Největší český rybník Rožmberk a rybník Káňov

Třeboňsko je vymezenou zeměpisnou oblastí, kde probíhá rozmnožování, chov a sádkování tohoto kapra. Zpracování ryby může probíhat i mimo takto vymezenou oblast.

## Autenticita
Prodej Třeboňského kapra je vždy doprovázen certifikátem, který potvrzuje jeho původ a chráněné zeměpisné označení. Tento certifikát zaručuje autenticitu ryby a dokládá její historii. Charakteristickým znakem Třeboňského kapra je tzv. rodokmen, který zahrnuje ryby splňující specifická genetická a chovná kritéria. Tyto ryby jsou součástí genových rezerv, jsou geneticky sledovány, označeny čipem a podrobeny krevním testům. Při zakládání nových hejn se odebírají vzorky krve a provádí se genetická analýza, která ověřuje, zda ryby odpovídají genetickým standardům Třeboňského kapra.
Pravý Třeboňský kapr je vždy šupináč. Dále musí splňovat určité hodnoty tuku, bílkovin a sušiny.